# 통영 홍도 괭이갈매기 번식지
통영 홍도 괭이갈매기 번식지(統營 鴻島 괭이갈매기 繁殖地)는 대한민국 통영시에 있는 대한민국의 천연기념물이다.